# Asiatolida
Asiatolida is een geslacht van kevers uit de familie spartelkevers (Mordellidae).
Het geslacht is voor het eerst wetenschappelijk beschreven in 2000 door Shiyake.

## Soorten
Het geslacht omvat de volgende soort:
- Asiatolida miyatakei Shiyake, 2000